# Ali471
Ali471 (* 10. März 1996 in Hamborn; bürgerlich Ali Talha Güneş) ist ein deutsch-türkischer Rapper aus Duisburg.

## Leben
Güneş wuchs als jüngstes von vier Geschwistern in Duisburg auf. Seine Familie stammt aus der türkischen Provinz Karaman.
Im August 2019 erschien seine erste Single Hadi Gel Gezelim, die sowohl aus Deutschen als auch auf Türkisch vorgetragenen Parts besteht. Das dazugehörige Musikvideo erreichte vor allem in der Türkei große Aufmerksamkeit und steht bei über 90 Millionen Aufrufen auf YouTube (Stand: Mai 2020). Das Lied konnte sich zudem in den Top-100 der deutschen Spotify-Wochencharts platzieren.
Am 13. September 2019 wurde er als erster Künstler von dem Label Bra Musik von Capital Bra unter Vertrag genommen. In der Zeit danach nahm er zahlreiche Lieder auf, deren Hörproben in den Instagram-Storys von ihm und Capital gezeigt wurden. Am 31. Januar 2020 veröffentlichte Ali471 die Single Wir träumen groß. Bereits am selben Tag gab Capital Bra via Instagram die Trennung bekannt. Er wünsche aber Ali weiterhin „nur das Beste“ und teilte seinen Song. Die Single landete auf Platz 89 in den deutschen Spotify-Wochencharts.
Mit dem im April 2020 veröffentlichten Lied Goalgetter konnte sich Ali471 mit Platz 38 erstmals mit einer eigenen Single in den deutschen Musikcharts platzieren. Das Musikvideo dazu wurde in der MSV-Arena in Duisburg gedreht. Monate zuvor waren bereits zwei Videos im Umlauf, auf dem die Singles Hadi Gel Gezelim und Wir träumen groß jeweils im Stadion und in der Kabine von Arsenal London im Hintergrund zu hören waren.

## Diskografie

### Studioalben
- 2021: Ali
- 2022: 808 & Çay

### Singles
- 2019: Hadi Gel Gezelim (DE: Gold)[12]
- 2020: Wir träumen groß
- 2020: Hollywoodsmile
- 2020: Alle Augen auf mich
- 2020: Goalgetter
- 2020: Tabi Tabi
- 2020: E Coupé
- 2020: Bist du wach? (Azzi Memo feat. Nate57, Veysel, Sinan-G, Kool Savas, NKSN, Rola, Disarstar, Maestro, Hanybal, Celo & Abdi, Manuellsen, Silla, Credibil, Ali471, Milonair, Mortel & KEZ)
- 2020: Neyle
- 2020: Hadi Gel (#2 der deutschen Single-Trend-Charts am 11. September 2020[13])
- 2020: In meinen Kopf
- 2020: Tränen
- 2021: Regen (feat. Mero 428)
- 2021: Domino (#10 der deutschen Single-Trend-Charts am 4. März 2021[14])
- 2021: Harbi (feat. Kasimir1441 & Diloman) (#5 der deutschen Single-Trend-Charts am 21. Mai 2021[15])
- 2022: Ok. (feat. Elif)
- 2022: Bebeğim (feat. DYSTINCT)
- 2022: Tut mir Leid
- 2022: Aus Versehen (feat. Dorian)